# مطار كيشيناو الدولي
مطار كيشيناو الدولي (بالرومانية: Aeroportul Internațional Chișinău) (إياتا: LUKK، إيكاو: RMO) هو مطار دولي يقع في كيشيناو عاصمة جمهورية مولدوفا شيد المطار سنة 1926 من طرف سلطات الاتحاد السوفييتي حينما كانت مولدوفا جزءا من الاتحاد واعيدت توسعته سنة 1990.

## شركات الطيران والوجهات
| شركـات طيـران             | الوجهات |
| ------------------------- | --- |
| الخطوط الجوية النمساوية   | مطار فيينا الدولي |
| FlyOne                    | مطار سخيبول أمستردام، مطار برلين براندنبرغ، مطار بولونيا (تبدأ في 19 يونيو 2023)، مطار بروكسل الدولي، مطار دبي الدولي (تبدأ في 1 نوفمبر 2023)، مطار دبلن الدولي، مطار دوسلدورف الدولي، مطار فرانكفورت هان، مطار إسطنبول الدولي، مطار لشبونة، مطار لندن لوتن، مطار لندن ستانستد (تبدأ في 1 يوليو 2023)، مطار مالبينسا، مطار ميونخ الدولي (تبدأ في 28 يونيو 2023)، مطار باريس شارل ديغول، Parma، مطار ليوناردو دا فينشي، مطار تبليسي الدولي، مطار بن غوريون الدولي، مطار البندقية ماركو بولو (تبدأ في 19 يونيو 2023) Verona، مطار يريفان الدولي موسمي: مطار برشلونة الدولي، مطار لارنكا الدولي، مطار مدريد باراخاس الدولي (تبدأ في 28 يونيو 2023)، مطار نيس كوت دازور، مطار بلنسية، موسمي عارض: مطار أنطاليا، مطار ميلاس بودروم، Heraklion، مطار عدنان مندريس، مطار شرم الشيخ الدولي |
| Freebird Airlines         | موسمي: مطار أنطاليا |
| HiSky                     | مطار بوفيه - تيه، مطار أوريو أل سيريو، مطار بولونيا، مطار دبلن الدولي، مطار فرانكفورت، مطار لندن ستانستد (تستأنف 23 يوليو 2023)، مطار ليوناردو دا فينشي، مطار بن غوريون الدولي، مطار البندقية ماركو بولو موسمي عارض: مطار الغردقة الدولي |
| خطوط لوت الجوية البولندية | مطار وارسو فريدريك شوبان |
| تاروم                     | مطار هنري كواندا الدولي |
| الخطوط الجوية التركية     | مطار إسطنبول الدولي |

## الإحصائيات

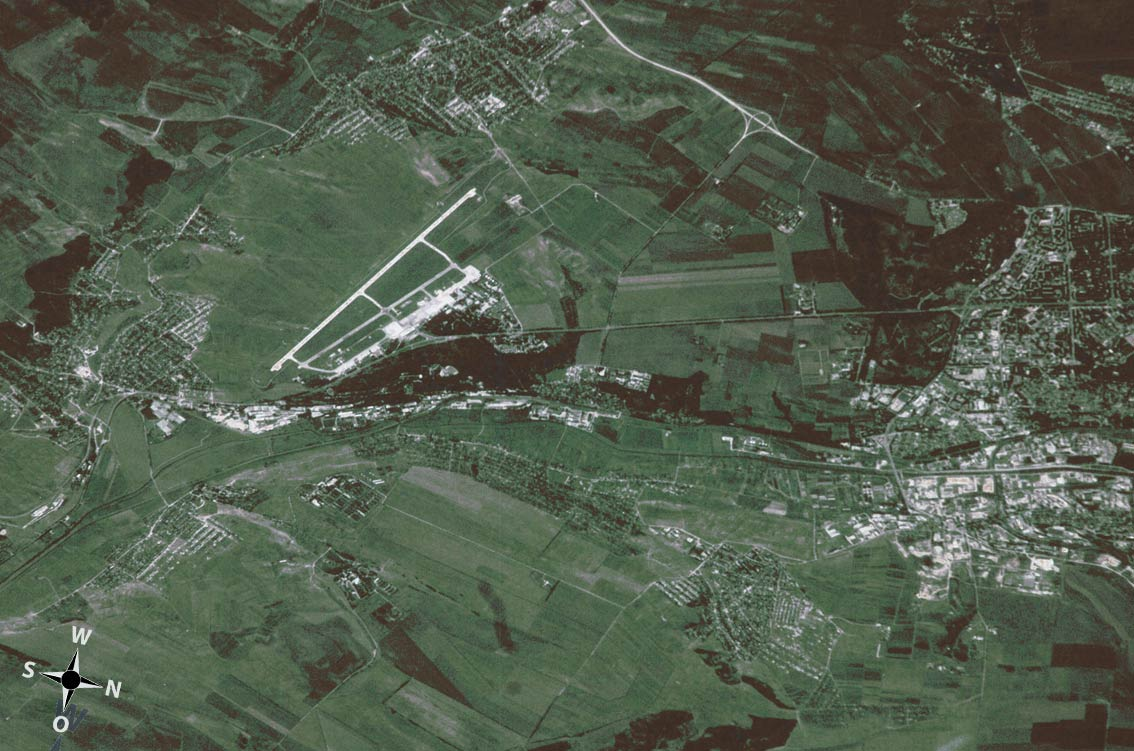
منظر المطار في 2002

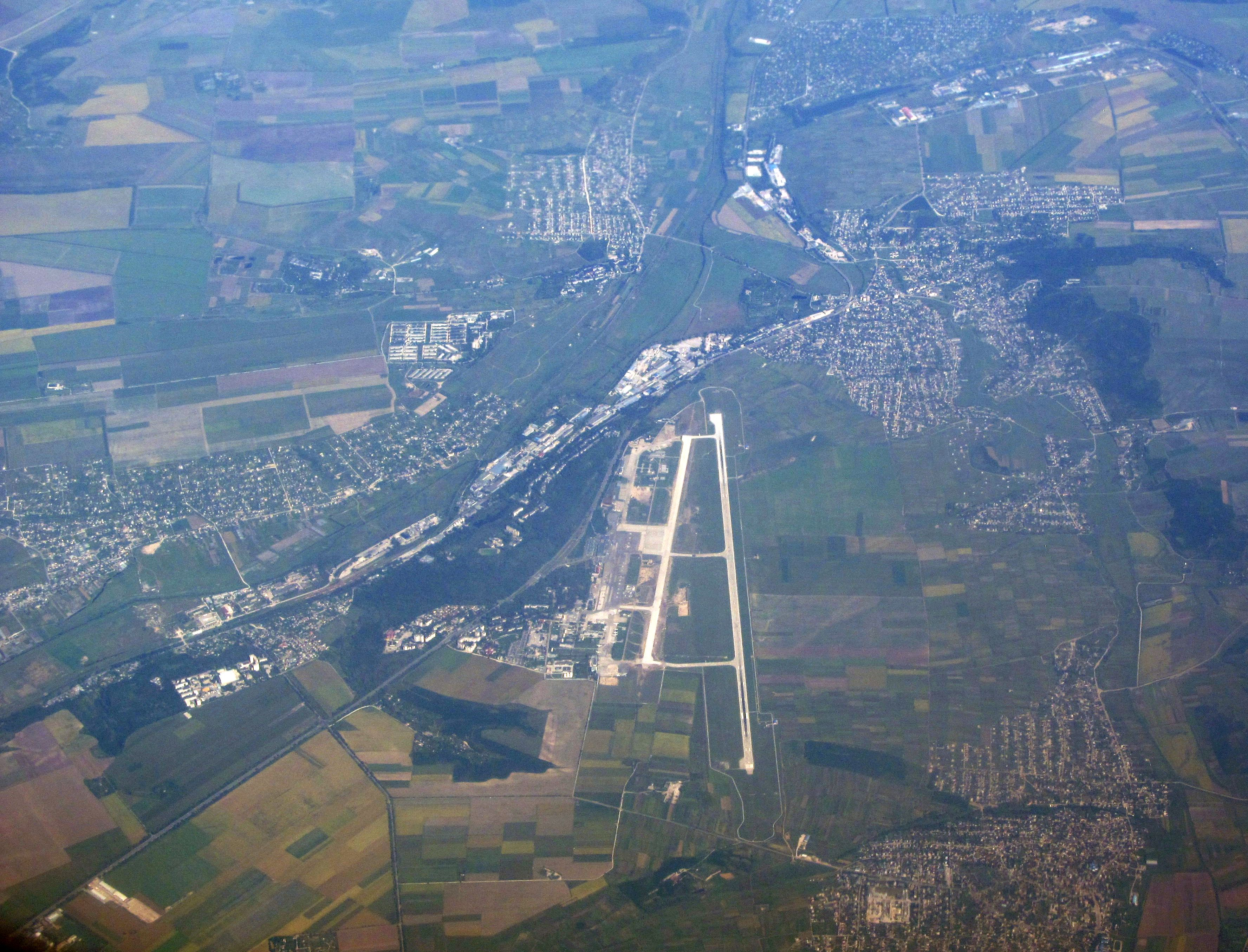
مدرج المطار

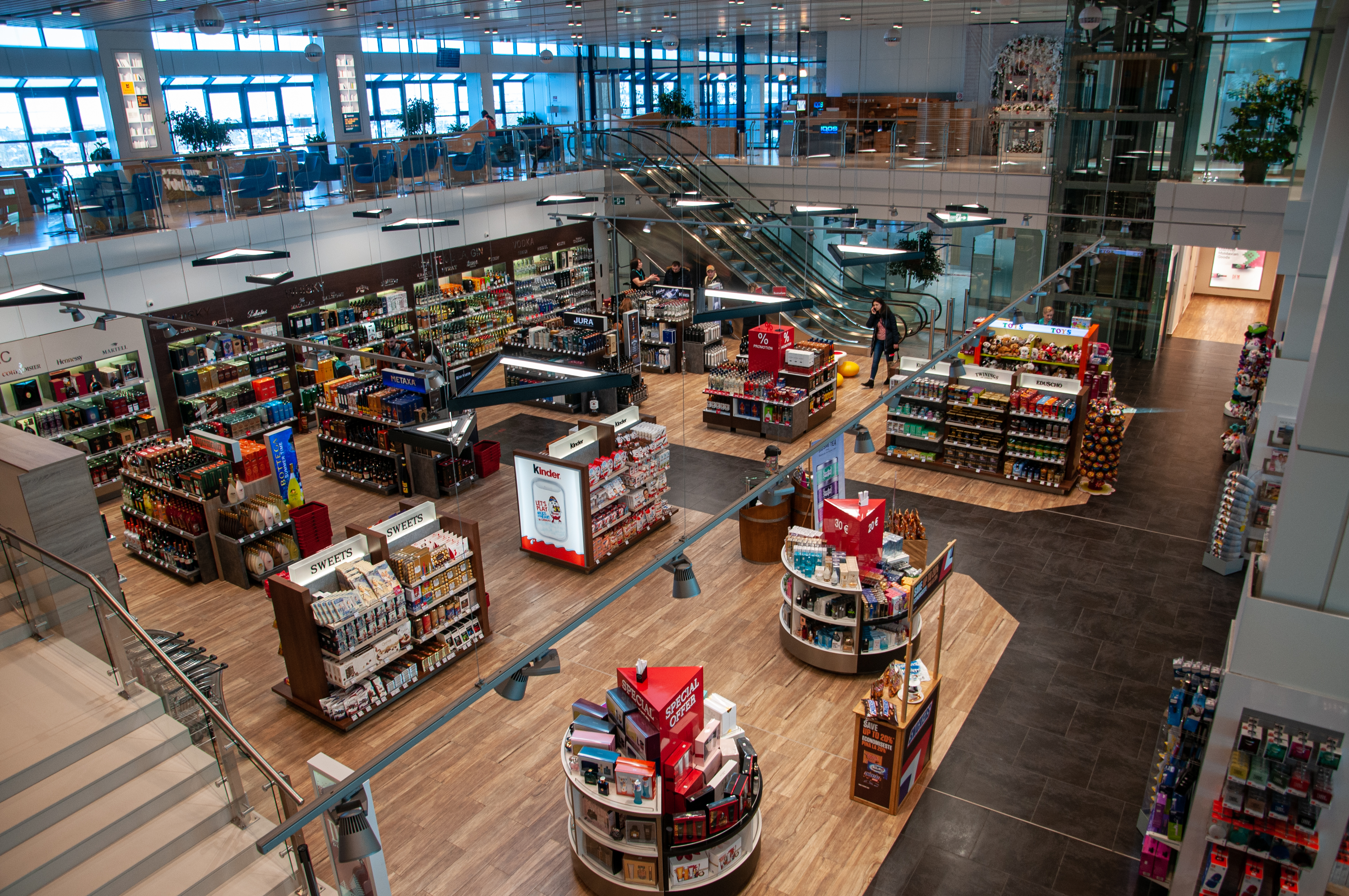
المنطقة التجارية المركزية

شاهد source Wikidata query and sources.
| السنة | الركاب (المجموع) | التغير    | الرحلات (المجموع) | التغير    | الشحن (طن) | التغير  |
| ----- | ---------------- | --------- | ----------------- | --------- | ---------- | ------- |
| 2000  | 254,178          | غير متوفر | 9,521             | غير متوفر | 2,400      |         |
| 2001  | 274,662          | ▲ 8.0%    | 9,866             | ▲ 3.6%    | 1,700      |         |
| 2002  | 296,431          | ▲ 7.9%    | 10,416            | ▲ 5.5%    | 1,300      |         |
| 2003  | 341,695          | ▲ 15.2%   | 9,502             | ▼ 8.7%    | 1,300      |         |
| 2004  | 421,011          | ▲ 23.2%   | 10,759            | ▲ 13.2%   | 1,400      |         |
| 2005  | 482,741          | ▲ 14.6%   | 11,126            | ▲ 3.4%    | 1,700      |         |
| 2006  | 548,331          | ▲ 13.5%   | 10,065            | ▼ 9.5%    | 1,800      |         |
| 2007  | 688,782          | ▲ 25.6%   | 11,623            | ▲ 15.4%   | 2,300      |         |
| 2008  | 847,881          | ▲ 23.1%   | 12,935            | ▲ 11.3%   | 2,468.8    |         |
| 2009  | 808,096          | ▼ 4.7%    | 12,355            | ▼ 4.5%    | 2,033.2    | ▼ 17.6% |
| 2010  | 937,030          | ▲ 15.9%   | 13,751            | ▲ 11.3%   | 2,399.2    | ▲ 18.0% |
| 2011  | 1,046,086        | ▲ 11.6%   | 15,022            | ▲ 9.2%    | 2,666.2    | ▲ 11.1% |
| 2012  | 1,220,506        | ▲ 16.7%   | 16,113            | ▲ 7.3%    | 2,765.4    | ▲ 3.7%  |
| 2013  | 1,321,236        | ▲ 8.2%    | 16,858            | ▲ 4.6%    | 2,951.8    | ▲ 6.7%  |
| 2014  | 1,781,166        | ▲ 34.8%   | 19,756            | ▲ 17.2%   | 2,923.5    | ▼ 0.9%  |
| 2015  | 2,226,441        | ▲ 25.0%   | 22,468            | ▲ 13.7%   | 2,891.8    | ▼ 1.1%  |
| 2016  | 2,206,266        | ▼ 0.9%    | 22,033            | ▼ 1.9%    | 2,774.3    | ▼ 4.1%  |
| 2017  | 2,744,465        | ▲ 24.4%   | 27,113            | ▲ 23.1%   | 3,488.7    | ▲ 25.7% |
| 2018  | 2,828,626        | ▲ 3.1%    | 27,949            | ▲ 3.1%    | 4,186.6    | ▲ 20.0% |
| 2019  | 2,995,530        | ▲ 5.9%    | 27,092            | ▼ 3.0%    | 3,767.7    | ▼ 10.0% |